# Teatre de l'Enjòlit
Teatre de l'Enjòlit és una companyia d'actors que neix l'any 2007 a Barcelona com a grup de treball i experimentació a l'Institut del Teatre. L'any 2015 varen rebre un Premi Crítica de Teatre 2015 de Serra d'Or en la categoria d'Aportació més interessant.

## Obres
- Potser Somniar (Premi Adrià Gual 2007 de l'Institut del Teatre).[3]
- En la primavera perpètua (2007)
- Corrüptia (2010)[4]
- Si no ens paguen, no paguem! (2013)[5]
- El setè Cel (2014)[6]
- 99% (2015).[7]
- Realpolitik (2016)[8]
- El misteri de Fermat (2018)[9]